# Kjetil Lie
Kjetil Aleksander Lie (ur. 18 listopada 1980 w Porsgrunn) – norweski szachista, arcymistrz od 2005 roku.

## Kariera szachowa
W szachy gra od ósmego roku życia. W 1994 roku zdobył tytuł mistrza Norwegii w kategorii do lat 14. Od końca lat 90. należy do podstawowych zawodników reprezentacji Norwegii. Wielokrotnie reprezentował narodowe barwy w turniejach drużynowych, m.in. sześciokrotnie na olimpiadach szachowych (w latach 2000, 2002, 2004, 2006, 2008, 2014) oraz trzykrotnie na drużynowych mistrzostwach Europy (w latach 2005, 2007, 2011).
W 2001 roku podzielił II m. w rozegranych w Askerze indywidualnych mistrzostwach Norwegii. W 2002 zwyciężył (wraz z Kaido Kulaotsem i Vasiliosem Kotroniasem) w kołowym turnieju w Gausdal oraz podzielił I m. w turnieju Troll Masters (również w Gausdal, wspólnie z Mathiasem Womacką, Rune Djurhuusem i Igorsem Rausisem). W następnym roku w tym samym turnieju podzielił II m. (za Nickiem de Firmianem). W 2006 r. triumfował w otwartych mistrzostwach Norwegii oraz w otwartym turnieju w Gausdal (przed Tigerem Hillarpem Perssonem), podzielił również II m. (za Espenem Lie, wspólnie z Leifem Ogaardem i Aloyzasem Kveinysem) w Oslo.
Najwyższy ranking w dotychczasowej karierze osiągnął 1 października 2007 r., z wynikiem 2563 punktów zajmował wówczas 3. miejsce (za Magnusem Carslenem i Simenem Agdesteinem) wśród norweskich szachistów.